# Хендерсън (окръг, Тексас)
Окръг Хендерсън (на английски: Henderson County) е окръг в щата Тексас, Съединени американски щати. Площта му е 2458 km², а населението - 73 277 души (2000). Административен център е град Атънс.